# 烏姆布瓦吉區
35°52′39″N 7°06′49″E / 35.8775°N 7.1136°E
烏姆布瓦吉區（阿拉伯语：دائرة أم البواقي）是阿爾及利亞的行政區，位於該國東北部，由烏姆布瓦吉省負責管轄，首府設於烏姆布瓦吉，面積1,156平方公里，2008年人口86,307，人口密度每平方公里75人。